# バテイレーサー
バテイレーサー（Hemorrhois hippocrepis）は、有鱗目ナミヘビ科オビレーサー属に分類されるヘビ。

## 分布
アルジェリア、イタリア、スペイン、チュニジア、フランス南部、ポルトガル、モロッコ

## 形態
最大全長150cm。体色は黄褐色で、黒く縁取られた暗褐色の斑紋が並ぶ。腹面の鱗（腹板）は黄色やオレンジで、側面に黒い斑点が入る。
後頭部に馬の蹄状の斑紋が入る。

## 生態
岩場や民家の近く等に生息する。昼行性。地表棲だが岩や木に登ることもある。
食性は動物食で、小型哺乳類や小型鳥類等を食べる。幼蛇はトカゲも食べる。
繁殖形態は卵生。

## 人間との関係
ペットとして飼育されることもあり、日本にも輸入されている。生息地では厳重に保護されており、主に繁殖個体のみが少数流通する。動きが活発でせまいケージで飼育すると拒食することもあるため、飼育にあたってはやや大型のケージが必要になる。